# بين ناوث

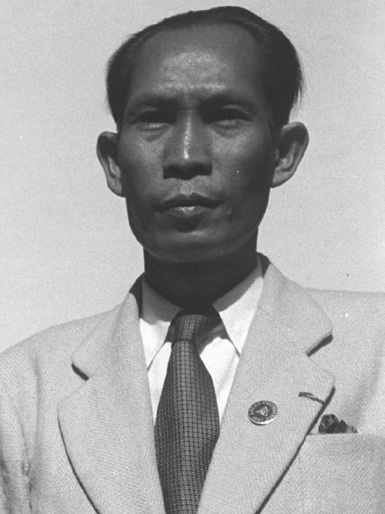
بين ناوث عام 1947م.

بين ناوث (بالخميرية:ប៉ែន នុត) ، من مواليد 1 أبريل سنة 1906م، وتوفي في المنفى بالعاصمة الفرنسية باريس بتاريخ 18 مايو 1985م، وعمل رئيساً للوزراء في مملكة كمبوديا الأولى خلال فترة السبعينات بداية عام 1948 إلى نهاية عام 1975م.

## وصلات خارجية
- بين ناوث على موقع مونزينجر (الألمانية)

- Monseiur Penn Nouth